# Richard Hovey
Pour les articles homonymes, voir Hovey.
Richard Hovey, né le 4 mai 1864 à Normal dans l'Illinois et mort le 24 février 1900 à New York, est un poète et dramaturge américain.

## Biographie
Après avoir obtenu son diplôme au Dartmouth College d'Hanover (New Hampshire) en 1885, Hovey étude l'art et la théologie au General Theological Seminary de New York et, en 1887, rencontre Bliss Carman, le poète canadien avec qui il collaborera. Hovey enseigne ensuite l'esthétique à la Farmington School of Philosophy et, pendant les deux dernières années de sa vie, à l'Université Columbia, où il occupe le poste de professeur de littérature anglaise au Barnard College. 
Il est l'un des premiers traducteurs de Maurice Maeterlinck aux États-Unis et traduit également des poèmes de Mallarmé et de Verlaine.

## Œuvres

### Poésie
- Seaward: An Elegy on the Death of Thomas William Parsons, 1893
- Songs from Vagabondia, 1894 (en collaboration avec le poète canadien William Bliss Carman)
- More Songs From Vagabondia, 1896 (en collaboration avec William Bliss Carman)
- Along the Trail, 1898
- Last Songs from Vagabondia, 1900 (en collaboration avec William Bliss Carman)

### Théâtre
- Lancelot and Guenevere, A Poem in Drama :
  - The Quest of Merlin: A Masque, 1891
  - The Marriage of Guenevere: A Tragedy, 1895
  - The Birth of Galahad: A Romantic Drama, 1898
  - Taliesin: A Masque, 1900